# Polesinesuchus
Polesinesuchus aurelioi
Genre
Espèce
Polesinesuchus est un genre fossile d'aétosaures, ordre également éteint de reptiles du Trias supérieur. Les fossiles de ce genre appartiennent à la famille des Stagonolepididae. Ils ont été trouvés dans la formation de Santa Maria, dans le Sud du Brésil, dans des couches géologiques datées fin Carnien–début Norien, faisant de Polesinesuchus l'un des plus anciens aétosaures, âgé d'environ 230 Ma (millions d'années).
Ce genre contient une espèce unique, Polesinesuchus aurelioi, la cinquième espèce connue d'aétosaures d'Amérique du Sud.

## Découverte
Polesinesuchus a été nommé en 2014 par Lúcio Roberto da Silva (d), Julia B. Desojo (d), Sérgio F. Cabreira (d), Alex S. S. Aires (d), Rodrigo T. Müller (d), Cristian P. Pacheco (d) et Sérgio Dias-da-Silva (d).
Son espèce type, Polesinesuchus aurelioi, est connue de son seul holotype ULBRAPVT003, un squelette incomplet partiellement articulé. Il est composé de l'os pariétal et de la boîte crânienne ainsi que des éléments post-crâniens dont des vertèbres cervicales, dorsales, caudales et sacrées, les deux omoplates, un humérus, l'os iliaque, le pubis, l'ischion et les tibias, un pied droit partiel, et les ostéodermes antérieurs et paramédians mi-dorsaux. Ce spécimen a été collecté près de São João do Polêsine, situé dans région centrale du Rio Grande do Sul, dans un affleurement (29° 39′ 34,2″ S, 53° 25′ 47,4″ O) de la Formation de Santa Maria, dans la zone à Hyperodapedon, datée du Carnien.

## Classification
Le nom valide complet (avec auteur) de ce taxon est Polesinesuchus Roberto-Da-Silva, Desojo, Cabreira, Aires, Müller, Pacheco & Dias-Da-Silva, 2014.

## Étymologie
Le nom générique, Polesinesuchus, se compose de Polesine, en référence à la localité type, São João do Polêsine (Rio Grande do Sul) et du grec ancien σοῦχος, soũkhos, « crocodile ».
L'épithète spécifique, aurelioi, a été donnée en l'honneur du physicien Pedro Lucas Porcela Aurélio, un passionné de paléontologie de l’État du Rio Grande do Sul.

## Publication originale
- (en) Lúcio Roberto-da-Silva, Julia B. Desojo, Sérgio F. Cabreira, Alex S. S. Aires, Rodrigo T. Müller, Cristian P. Pacheco et Sérgio Dias-da-Silva, « A new aetosaur from the Upper Triassic of the Santa Maria Formation, southern Brazil », Zootaxa, Magnolia Press (d), vol. 3764, no 3,‎ 11 février 2014, p. 240-278 (ISSN 1175-5334 et 1175-5326, OCLC 49030618, PMID 24870635, DOI 10.11646/ZOOTAXA.3764.3.1, lire en ligne).